# Pemberton Pass
Der Pemberton Pass (505 m hoch), früher auch als Mosquito Pass bezeichnet, ist der tiefste Punkt an der Wasserscheide zwischen den Einzugsgebieten des Lillooet River und des Fraser River in Birken in der kanadischen Provinz British Columbia.

## Geographie
Der Pass liegt im Haupttal zwischen Pemberton und Lillooet, einem steilwandigen aber flachbödigem Tal (oder Talweg) in Nachbarschaft zum Birkenhead Peak. Er bildet die Wasserscheide zwischen dem Poole Creek, einem Zufluss des Birkenhead River, welcher am Lillooet Lake dem Lillooet River zufließt, und dem Gates River, welcher nordöstlich vom Gates Lake (auch als Birken Lake bekannt) an der Passhöhe (historisch auch als Summit Lake oder Gates Lake bezeichnet) in den Fraser River über den Anderson Lake und den Seton Lake sowie den Seton River fließt.

## Geschichte
Der Pass war in der Pionierzeit von British Columbia während des Fraser-Canyon-Goldrauschs bedeutend, als er ein wichtiges Bindeglied in der sogenannten Lakes Route oder Douglas Road bildete. In diesem Zusammenhang wurde er auch als Pemberton Portage oder Long Portage bezeichnet (wogegen Seton Portage, am unteren Ende des Anderson Lake, als Short Portage bekannt war). Die in dieser Zeit gebaute Wagenstraße wurde hier trotz der allgemeinen Stilllegung und Isolation weiterhin betrieben, nachdem die Cariboo Road weiter im Osten durch den Fraser Canyon führend entstanden war. Seine Straßenklassifizierung blieb in der Gegenwart dieselbe wie die der nicht nummerierten Route von Mount Currie auf dem BC Highway 99 nach D'Arcy/N'Quatqua an der Spitze des Anderson Lake. Auch die ursprünglich als Pacific Great Eastern gebaute Eisenbahnlinie, die heute Teil des Konglomerats der Canadian National Railway ist, benutzt den Pass.